# Bafometto

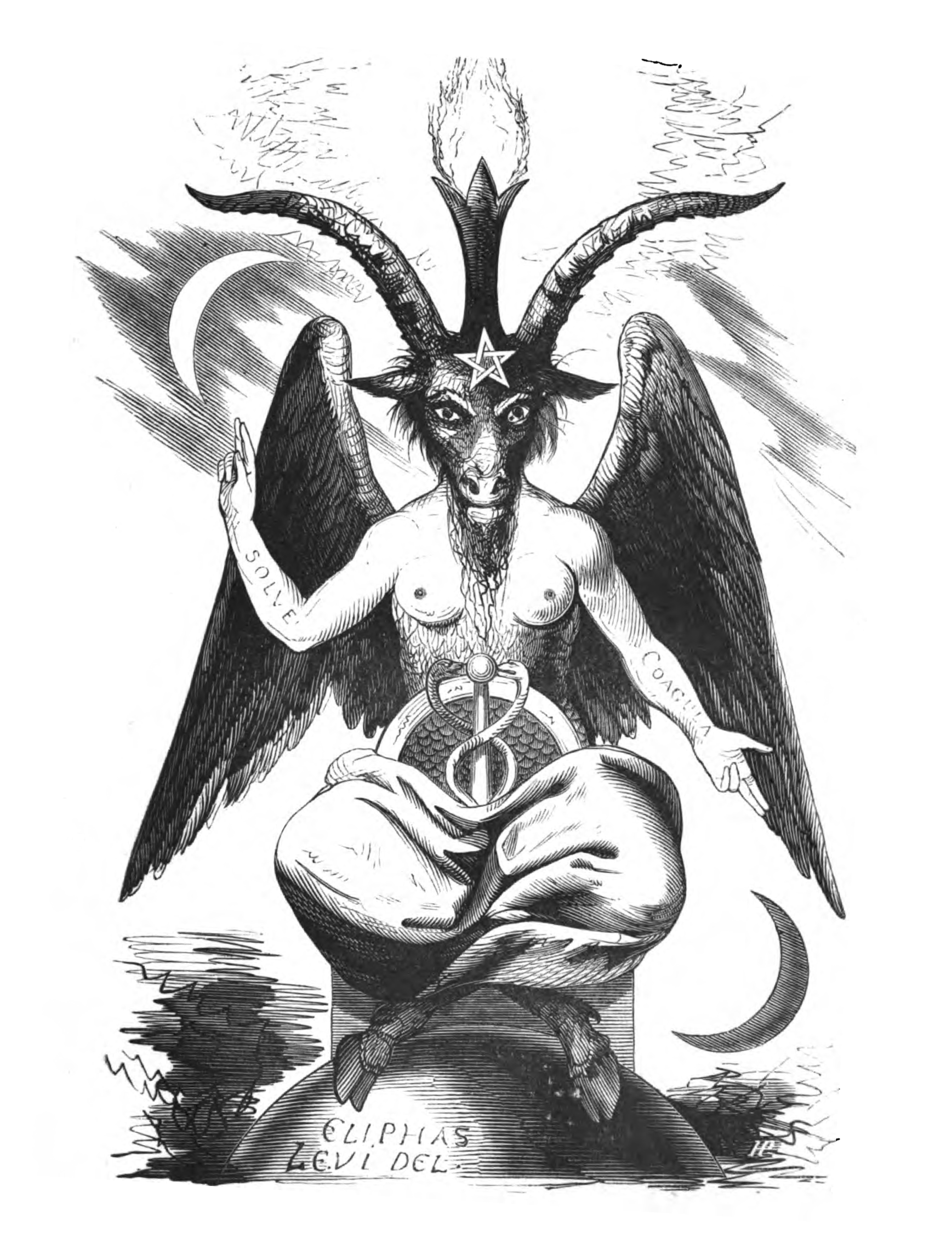
Baphomet, di Eliphas Lévi. Sulle braccia appaiono le parole latine SOLVE (sciogli) e COAGULA (unisci).

Bafometto è un idolo pagano, della cui venerazione furono accusati i cavalieri templari.
Ricorrente nella letteratura occultista del XIX secolo, ne esistono varie descrizioni ed iconografie: un idolo con un teschio di caprone e una testa barbuta. Il nome fu poi ripreso, nello stesso secolo, dai sostenitori dell'occultismo. L'etimologia del nome, controversa, è ancora oggi incerta.
Il nome di Baphomet, come suggerisce anche l'illustrazione di Eliphas Lévi, è stato inoltre associato col tempo alla figura di Satana e, da alcuni satanisti, a quella del Dio buono sumero-babilonese Enki, secondo le loro credenze, protettore dell'umanità e il cui simbolo era una capra, rivale del Dio ebraico Yahweh considerato il crudele demiurgo gnostico. Le corna sarebbero mascheramenti dei raggi del volto di Enki, disegnati per celarlo alla Chiesa.

## Origine del termine
Il termine ricorre per la prima volta nei verbali del processo contro i Cavalieri templari; durante la soppressione dell'ordine fu sostenuto dall'Inquisizione che i cavalieri usassero un Bafometto come parte delle loro cerimonie di iniziazione. Questo fatto, oltre ad altre asserzioni, fece sì che il loro Ordine religioso fosse accusato di eresia e idolatria e i suoi membri perseguitati.
Essendo un nome estorto sotto tortura durante gli interrogatori dei Templari, non si può escludere che possa essere stato originato semplicemente come un'onomatopea o un errore di trascrizione dei verbali, nei quali in effetti il termine ricorre per la prima volta; la presenza del baphomet fu utilizzata dagli inquisitori (istigati dal re di Francia Filippo IV il Bello) per aggiungere l'idolatria alle altre infamanti accuse nei confronti dell'Ordine, allo scopo di smantellarlo.
Sull'origine del misterioso termine sono state elaborate numerose teorie, nessuna delle quali provata:
- Una deformazione latinizzata di Mahomet, una versione medievale europea deformata di Maometto, il nome del profeta dell'Islam per definire un idolo o un demone.[3]

- Idries Shah ha ipotizzato che Baphomet derivi dal sostantivo in arabo  ابو فهمة ‎?, Abu fihama, con il significato di  "padre dell'ignoto", e associato con il sufismo.

- Eliphas Lévi propose che il termine fosse composto da una serie di abbreviazioni lette al contrario: "Tem. ohp. ab". che prendono origine dal latino Templi omnium hominum pacis abhas, con il significato di "padre della pace universale tra gli uomini". Una lettura alternativa potrebbe essere tem. o. h. p. ab. per templi omnium hominum pacis abbas. La traduzione in questo caso è abate del tempio della pace dell'umanità, forse in riferimento ai Templari stessi.

- Secondo Christoph Friedrich Nicolai il termine Baphomet deriva dalle parole greche baphē e mētis.[4] Le due parole insieme significherebbero "battesimo di saggezza"[5], anche interpretabili come "tintura di saggezza".[6]

- Una corruzione del termine ebraico Behemoth[5] (letteralmente "Bestie", pluralia tantum di "behemah"), citata nel libro biblico di Giobbe (40:15) e di Ezra (6:49 e 6:51).

- Se tradotto secondo il cifrario di Atbash (scoperto dallo studioso Schonfield), l'origine del termine sarebbe Sophia, la parola greca per "saggezza".[7]

## Interpretazioni
Una più recente e conosciuta descrizione raffigura il Bafometto nella forma di un capro umanoide alato con seno e una torcia sulla testa tra le corna. Questa immagine proviene dall'opera di Eliphas Lévi Dogme et rituel de la haute magie (Dogma e rituale dell'alta magia) del 1855-56.
Il Bafometto, come suggerisce l'illustrazione di Lévi, è stato occasionalmente interpretato come sinonimo di Satana o come un demone, un membro della gerarchia dell'Inferno. Nella testa del Bafometto di Lévi era inscritto un pentacolo, che è un simbolo in seguito adottato dai fedeli della Wicca e da altri seguaci dell'occultismo. Una testa di capro inscritta in un pentagramma invertito, è un simbolo occasionalmente adottato dai satanisti.
La testa, le corna e la torcia insieme prendono la forma di un fiore di giglio.

## Influenza culturale

### Opere letterarie
- Baphomet è il titolo della novella finale (1965) di Pierre Klossowski (1905-2001). La sua figura aleggia costantemente nel romanzo Il pendolo di Foucault di Umberto Eco pubblicato nel 1988.
- Un capitolo de La Bibbia di Satana di Anton LaVey è dedicato al simbolo del Bafometto. Inoltre in copertina è impresso il Sigillo di Baphomet, rappresentante la testa di Baphomet inscritta in un pentacolo rovesciato, simbolo della Chiesa di Satana.
- Baphomet è presente nel romanzo Mater munnezza di Massimo Siviero descrittovi con la testa di un vecchio con barba e baffi come raffigurato un bassorilievo sulla facciata di un antico casale esistente sulla collina partenopea dei Camaldoli.
- Una statua raffigurante il Bafometto compare anche nel manga Berserk, in una scena in cui la moglie del Conte (uno degli antagonisti minori del manga) viene sorpresa dal marito nel mezzo di un rituale orgiastico dedicato a tale figura (nel manga descritta come un dio venerato dagli eretici). Nello stesso manga, il capo di una setta satanica che usa adornarsi con una maschera caprina, viene trasformato dall'Apostolo Bejelit in un'orrenda creatura dall'aspetto simile a quello del Bafometto.

### Musica
- Baphomet è il titolo di una canzone degli Angel Witch inserita nella compilation "Metal for Muthas".
- Baphomet è il titolo di una traccia strumentale dei Quicksand presente nell'album Slip del 1993.
- Baphomet è il titolo di un album e dell'unica traccia dello stesso di John Zorn.
- Nella canzone di XXXTentacion intitolata I Spoke to the Devil in Miami, He Said Everything Would Be Fine il testo recita: I spoke to a Baphomet, he said he would save me if I gave him one thing he needed "What is this thing?", I pleaded; boy, it's the key to heaven, yeah.
- Una canzone dei Grave Digger (dall'album Knights of the Cross del 1998), di una canzone dei Death SS (dall'album Heavy Demons del 1991) e di una canzone di Foetus (il progetto di James Thirlwell), dall'album Sink.
- Day of The Baphomets è il titolo di una canzone dei The Mars Volta nell'album Amputechture del 2006. Horns Ov Baphomet (una delle più famose del gruppo) è anche il primo pezzo dell'album Zos Kia Cultus (Here and Beyond) dei Behemoth del 2002.
- Un riferimento (il verso "Mi nomine Baphomet") è contenuto nel pezzo Bad Omen dei Megadeth, presente nell'album Peace Sells... But Who's Buying? del 1986.
- Ricordiamo inoltre Baphomet's Throne della band metal svizzera Samael.
- È anche titolo della canzone dell'album Unio Mystica Maxima (2007) della band italiana Malfeitor, di una canzone dall'omonimo titolo presente nell'album "Hellstorm" dei Besatt e di una canzone dell´album Eidolon della band tedesca Dark Fortress.
- Il Bafometto inoltre è uno dei simboli dei Dimmu Borgir.
- Baphomet's Blood è anche il nome di un gruppo speed thrash metal italiano, dai testi spesso riguardanti Satana e l'Anticristianesimo.
- Baphomet è spesso ricorrente nei testi dei brani del gruppo black metal Belphegor.
- Baphomet è anche il nome di un gruppo Death Metal americano, che poi per motivi di copyright ha dovuto cambiare nome in Banished.
- Il Sigillo di Baphomet è anche il simbolo dei Venom, gruppo fondatore del Black metal, appare nella copertina del loro primo album, Welcome to Hell, e viene ripreso in varie forme in diversi dischi successivi.
- Baphomet è anche il titolo della canzone di The Enigma TNG, uscito nell'11 aprile del 2019, il genere è Deathstep .
- Baphomet è anche il titolo della prima canzone dell’album Totenritual del gruppo death metal Belphegor uscito nel 2017

### Architettura
- All'interno della villa Valmarana di Saonara l'architetto Giuseppe Jappelli fece costruire nel 1816 una "grotta dei Templari" completamente artificiale secondo il tipico gusto romantico e massonico dell'epoca. All'interno della grotta spiccava una statua di Bafometto alta 4 metri. La statua andò distrutta durante la seconda guerra mondiale, quando la villa ospitò un comando della marina tedesca.

### Cinema
- Nel film horror Cabal (Nightbreed, 1990), diretto da Clive Barker, Baphomet è il nome di colui che creò Midian, il mondo sotterraneo dove vivono i figli delle tenebre, i quali adorano una sua statua posizionata nel tabernacolo del loro rifugio. A giudicare dalle fattezze di questa, le sembianze di Baphomet del film non riprendono però quelle classiche comunemente attribuite alla creatura.
- In Drag Me to Hell, film horror del 2009 diretto da Sam Raimi il personaggio del demone Lamia presenta numerose analogie con la figura del Bafometto, a partire dall'aspetto caprino e dal soprannome con il quale viene chiamato (il Capro Nero).
- Nel documentario Hail Satan? (2019) diretto da Penny Lane e incentrato sul Tempio Satanico (The Satanic Temple) compare una statua di Bafometto. Il primo tempio statunitense della TSt è stato aperto a Detroit nel 2015.[8]

### Videogiochi
Baphomet è un personaggio giocabile ricorrente nella serie Shin Megami Tensei, nella serie di videogiochi Broken Sword e viene citato nel primo capitolo di Silent Hill. Nell'avventura grafica Post Mortem si ha a che fare con una sorta di setta satanica il cui oggetto mistico è rappresentato dalla Testa di Bafometto. Baphomet è anche un boss del MMORPG Ragnarok Online.
Liberamente ispirato è l'X Rare del Capricorno: Steilborg, Malvagio Capricorno da Battle Spirits e anche in rock of ages come il livello prima del boss finale. In Assassin's Creed: Unity, ci sono una serie di missioni riguardanti il culto di Bafometto. Ancora, nel gioco La-Mulana, Bafometto compare come boss, introdotto da alcune streghe che lo evocano formando un pentacolo. Infine nell'arcade Metamorphic Force il primo boss è ispirato a Bafometto.
Nel videogioco Max Payne viene citato dal mafioso Jack Lupino durante uno dei suoi sproloqui mistici. Viene citato anche nella fiaba interattiva per PC Il tesoro di Venezia della De Agostini.

### Altro
Una delle Porsche 911 realizzate dalla celebre casa di riparazioni Rauh-Welt Begriff, in Giappone, porta il nome di Baphomet.
Nel dialetto piemontese-torinese, il mulinello di polvere che si viene a formare in certe condizioni di vento, si chiama "bafumet", o "bafimat" in piemontese-langarolo.
La figura di Bafometto è presente nel gioco di carte Templaria di Dal Negro Edizioni.